# Аристенет
Аристенет (на латински: Aristaenetus; * 364 г., Пафлагония; † 404 г.) е политик на Източната Римска империя през края на 4 и началото на 5 век.
Аристенет е син на Басиан от Пафлагония, учи в Антиохия и през 399 г. е номиниран за praefectus urbi на Константинопол. През 404 г. Аристенет е консул на Изток. На Запад консул е император Хонорий.